# Armand-François Le Bourgeois
Pour les articles homonymes, voir Lebourgeois.
Ne doit pas être confondu avec Armand Le Bourgeois.
Armand-François Le Bourgeois, né le 11 février 1911 à Annecy et mort le 2 février 2005 à Paris, est un prêtre de l'Église catholique, évêque d'Autun, Chalon et Mâcon, et également abbé de Cluny de 1966 à 1987.

## Biographie
Etudes au collège Saint-Jean tenu par les Eudistes à Versailles. Scoutisme. Chef de patrouille.
Il a été ordonné prêtre le 17 mars 1934.
Nommé évêque d'Autun le 22 mars 1966, il a été consacré le 5 juin de la même année. Il portait le titre d'abbé de Cluny. Il s'est retiré de ses fonctions le 31 juillet 1987, atteint par la limite d'âge.
Après avoir été directeur du scolasticat des Eudistes (1943), il fut aumônier militaire pendant la Seconde Guerre mondiale. De 1943 à 1954 il joue un rôle notable comme aumônier des Scouts de France puis aumônier général adjoint.
Il est élu supérieur général des Eudistes en 1958 (réélu en 1961).
Il a accueilli le pape Jean-Paul II le 5 octobre 1986 à Paray-le-Monial.
Il fit paraître en 1986 Un évêque français, ouvrage résultant d'entretiens avec Jean-Philippe Chartier, directeur de la revue Prier (éditions Desclée de Brouwer, Paris, 1986,  (ISBN 2-220-02604-3).